# Premi Ćišinski

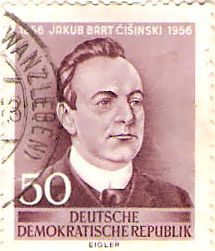
Bart-Ćišinski a un segell de la RDA

El Premi Ćišinski (sòrab Myto Ćišinskeho) és un premi literari sòrab. Fou instituït per Domowina el 1956, inicialment amb l'aprovació del ministeri de cultura de la República Democràtica Alemanya i s'atorga cada dos anys. El premi s'atorga a persones compromesos amb les arts, la literatura i la llengua sòrab. Inicialment està pensat per a personalitats sòrabs, però també es pot atorgar a alemanys compromesos en la cultura sòrab. Des de 1982 s'atorga el premi en el lloc de naixement de Jakub Bart-Ćišinski a Panschwitz-Kuckau. Fins i tot avui dia l'adjudicació del premi se celebra en intervals regulars.

## Junta de Síndics
Són el jurat que atorga el premi, i per al període 2007-2012 eren:
- Lejna Theurigowa/Helene Theurich - President
- Stanisław Brězan - representant de l'Estat Lliure de Saxònia
- Claudia Birnbaum - representant de l'Estat de Brandenburg
- Lubina Sauer - representant de Domowina
- Marko Grojlich/Greulich - representant de Maćica Serbska
- Alfons Wićaz/Lehmann - representant de l'Associació d'Artistes Sòrabs
- Jan Knebel - representant de l'Associació Federal de Corals Sòrabs
- Ludmila Budarjowa/Budar - representant de l'Escola sòrab

## Premis concedits
- 1956: Jan Paul Nagel (1934–1997)
- 1960: Frido Mětšk (1916–1990)
- 1995: Gran Premi: Anton Nawka (1913–1998); Premi: Róža Domašcyna (* 1951)
- 1997: Gran Premi: Herbert Noack (* 1916); Premi: Fred Pötschke (* 1962)
- 1999: Gran Premi: Alfons Frencl (* 1946); Premi: Jan Cyž (* 1955)
- 2001: Gran Premi: Manfred Starosta (* 1941); Premi: Niedersorbisches Kinderensemble
- 2003: Gran Premi: Maria Ulbrich (* 1927); Premi: Měrana Cušcyna (Zuschke) (* 1961)
- 2005: Gran Premi: Peter Jannasch (* 1933); Premi: Tanja Donath (* 1971)
- 2009: Gran Premi: Měto Pernak (* 1938); Premi: István Kobjela (* 1977)
- 2011: Gran Premi: Benedikt Dyrlich (* 1950); Premi: Jěwa-Marja Čornakec (* 1959)
- 2013: Gran Premi: Beno Budar (* 1946); Premi: Michał Cyž (* 1977)
- 2015: Gran Premi: Manfred Laduš (* 1941); Premi: Sebastian Elikowski-Winkler (* 1978)
- 2017: Gran Premi: Juro Mětšk (* 1954); Premi: Lubina Hajduk-Veljkovićowa (* 1976)
- Jurij Koch
- Kito Lorenc
- Měrćin Nowak-Njechorński
- Wilhelm Schieber